# Jozef van der Horst
Jozef van der Horst (Voorburg, 30 mei 1946) is een Nederlands grafisch kunstenaar, die woont en werkt in Den Haag. Van 1963 tot 1969 volgde hij aan de Koninklijke Academie van Beeldende Kunsten in Den Haag de opleiding Grafische Vormgeving.
Van der Horst maakt plastieken en kinetische objecten. Naast ruimtelijke werken maakt hij ook wandobjecten, schilderijen en tekeningen. Kenmerkend voor zijn stijl zijn geometrische vormen, felle kleuren en licht. De gebruikte materialen variëren sterk. De boventoon voert neon in combinatie met hout, formica, perspex, lood, bladgoud, roestvast staal, marmer, platina en keramiek.
Sinds 1972 is zijn werk in diverse galerieën en musea te zien geweest. Daarnaast voert hij ook regelmatig opdrachten uit voor bijvoorbeeld gemeenten, zoals Den Haag (lichtobject Gemeentemuseum Den Haag) en Leeuwarden (Sculptuur Porta Futura, Kronenbergerpark, Leeuwarden). Centrum Kunstlicht in de Kunst in Eindhoven heeft werk in zijn collectie en de gemeente Leeuwarden heeft werk in de openbare ruimte. In 2018 won hij de Jacob Hartogprijs.

## Pulchri
Van 2006-2013 bekleedde Van der Horst een bestuursfunctie bij Pulchri Studio, waar voordien zijn werk vaak te zien was in zowel groeps- als solotentoonstellingen. Na zijn aftreden als bestuurslid blijft hij als werkend lid actief en neemt hij deel aan diverse tentoonstellingen.
In mei 2021 heeft van der Horst een solo overzicht tentoonstelling met de titel il mio mondo di Fantasia e creativita 
“ Bella Italia “ 